# Turkmenská kuchyně

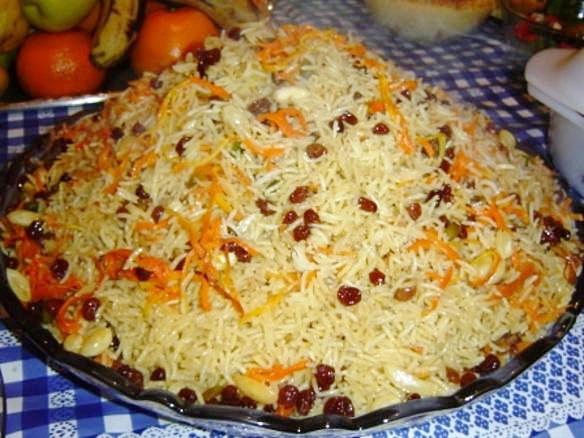
Pilaf

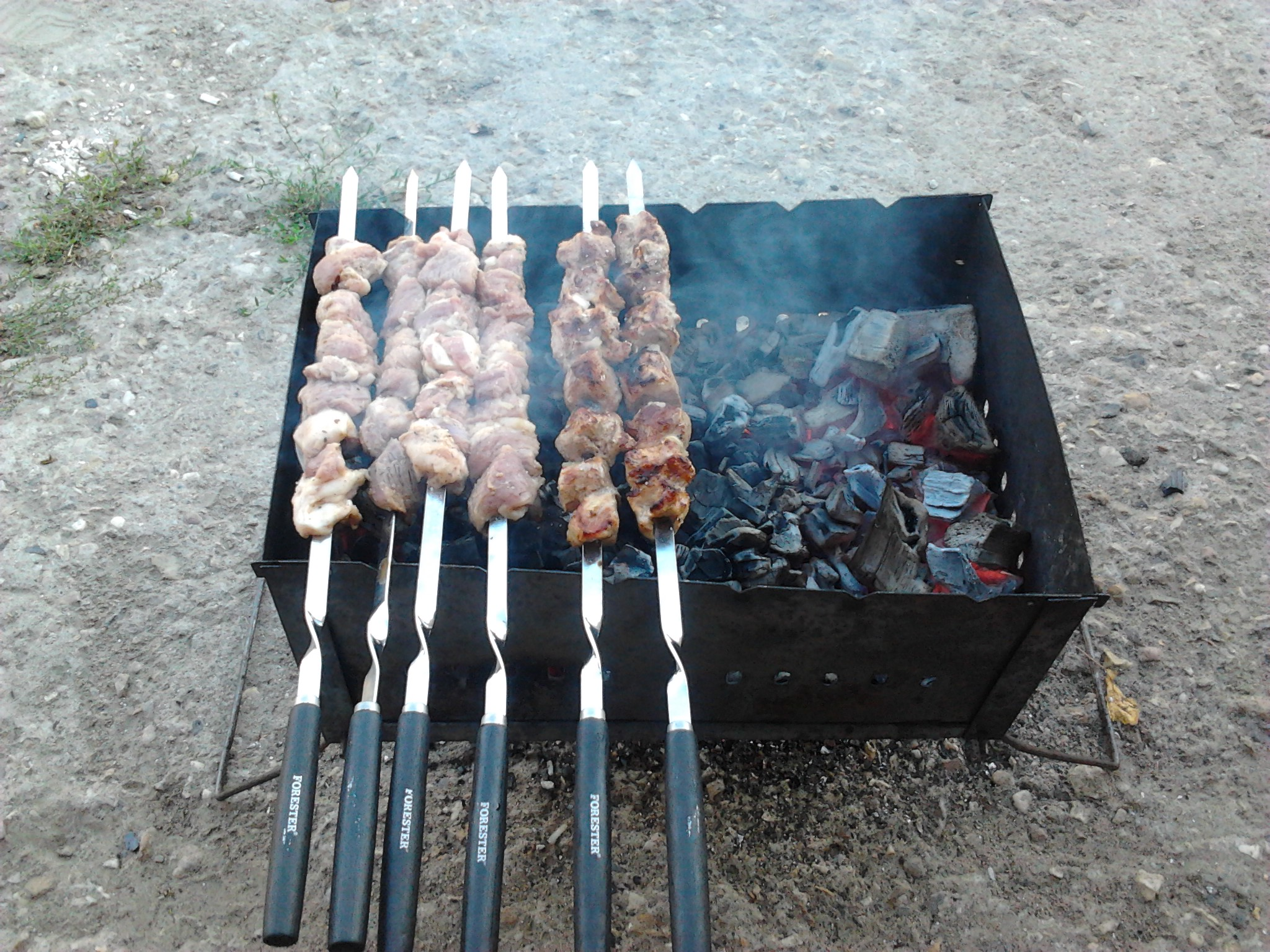
Opékání šašliku

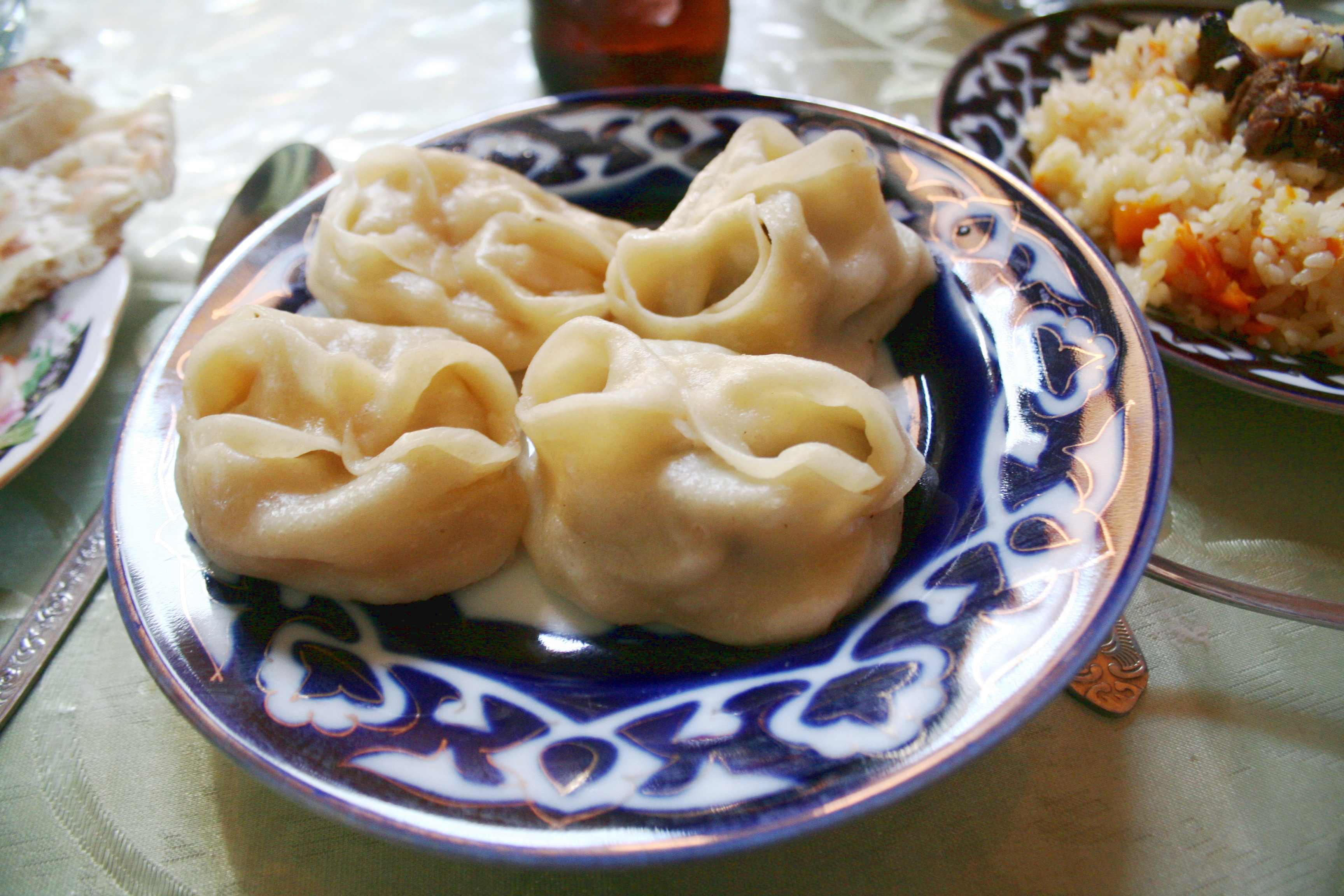
Manti

Turkmenská kuchyně je v mnoha podobná ostatními kuchyním střední Asie. Mnoho pokrmů převzala také z ruské kuchyně (pelmeně, boršč, majonéza). Na rozdíl od ostatních středoasijských kuchyní ale nepoužívá tolik koření a nikdy nepoužívá koňské maso (kůň je národní zvíře Turkmenistánu a konzumace koňského masa je tabu). Olej se nejčastěji používá lněný. Turkmenistán je znám také svou produkcí melounů.

## Příklady turkmenských pokrmů
Příklady turkmenských pokrmů:
- Pilaf (plov), rýžová směs s masem a zeleninou
- Šašlik, špízy s masem a cibulí, často podávané s octovou omáčkou
- Manti, knedlíčky plněné mletým masem
- Šorpa, polévka z dušeného masa a zeleniny
- Chléb, nejčastěji naan (v Turkmenistánu nazývaný çörek)
- Čurban čurpa, skopové sádlo rozpuštěné v zeleném čaji[4]
- Laghman, ujgurské nudlové jídlo
- Išlykly, pokrm podobný pizze
- Ruské pokrmy jako pelmeně, boršč nebo majonéza

## Příklady turkmenských nápojů
Příklady turkmenských nápojů:
- Čaj, především zelený
- Kefír
- Nejpopulárnějším alkoholickým nápojem je vodka